# Ajakes
Ajakes (gr. Αἰάκης) – tyran Samos, syn Sylosonta i bratanek Polikratesa. Pozbawiony władzy za sprawą Aristagorasa podczas powstania jońskiego, został przywrócony do władzy przez Persów.